# Zaduszki
Zaduszki, Dzień Zaduszny lub Święto Zmarłych, formalnie Wspomnienie Wszystkich Wiernych Zmarłych (łac. Commemoratio Omnium Fidelium Defunctorum) – w Kościołach łacińskich obchód liturgiczny poświęcony zmarłym, przypadający corocznie na dzień 2 listopada, treściowo połączony z poprzedzającą go uroczystością Wszystkich Świętych. Zaduszki zbiegają się często zbiegają się z ludowymi obrzędami ku czci zmarłych, wywodzącymi się z wierzeń pogańskich lub przedchrześcijańskich
W  doktrynie Kościoła katolickiego Dzień Zaduszny wyraża przekonanie o obcowaniu świętych, zmartwychwstaniu ciał, życiu wiecznym oraz skuteczności modlitwy wstawienniczej. W Kościołach wschodnich podobne obchody odbywają się kilkukrotnie w ciągu roku, przede wszystkim w okresie Wielkanocy.

## Historia
Dzień Zaduszny wywodzi się z praktyk pobożnościowych wczesnośredniowiecznych mnichów – nabożeństw odprawianych corocznie w różnych klasztorach za zmarłych współbraci. Już w początkach VII wieku Izydor z Sewilli zalecał odprawianie w klasztorach mszy za dusze zmarłych zakonników. Od IX wieku, podczas specjalnych nabożeństw w niektórych opactwach, zaczęto obejmować intencjami modlitewnymi wszystkich zmarłych chrześcijan, nie tylko zakonników.
W roku 998 Odylon, opat klasztoru benedyktyńskiego w Cluny, wyznaczył na 2 listopada dzień obowiązkowych modlitw za wszystkich wiernych zmarłych – we własnym opactwie oraz wszystkich klasztorach należących do kongregacji kluniackiej. Od benedyktynów kluniackich zwyczaj ten przejęły inne zakony, zwłaszcza cystersi oraz kartuzi. W XII wieku wprowadzili go w swoich klasztorach polscy cystersi, co odnotował kalendarz opactwa w Lądzie.
W roku 1311, decyzją Stolicy Apostolskiej, wprowadzono Dzień Zaduszny do kalendarza oraz liturgii rzymskiej i stopniowo upowszechniono w całym Kościele katolickim. W Polsce najstarsza informacja o obchodzeniu Zaduszek poza klasztorami pochodzi z początków XIV wieku, z diecezji wrocławskiej pod rządami biskupa Henryka z Wierzbna.

## Geneza obrzędowości

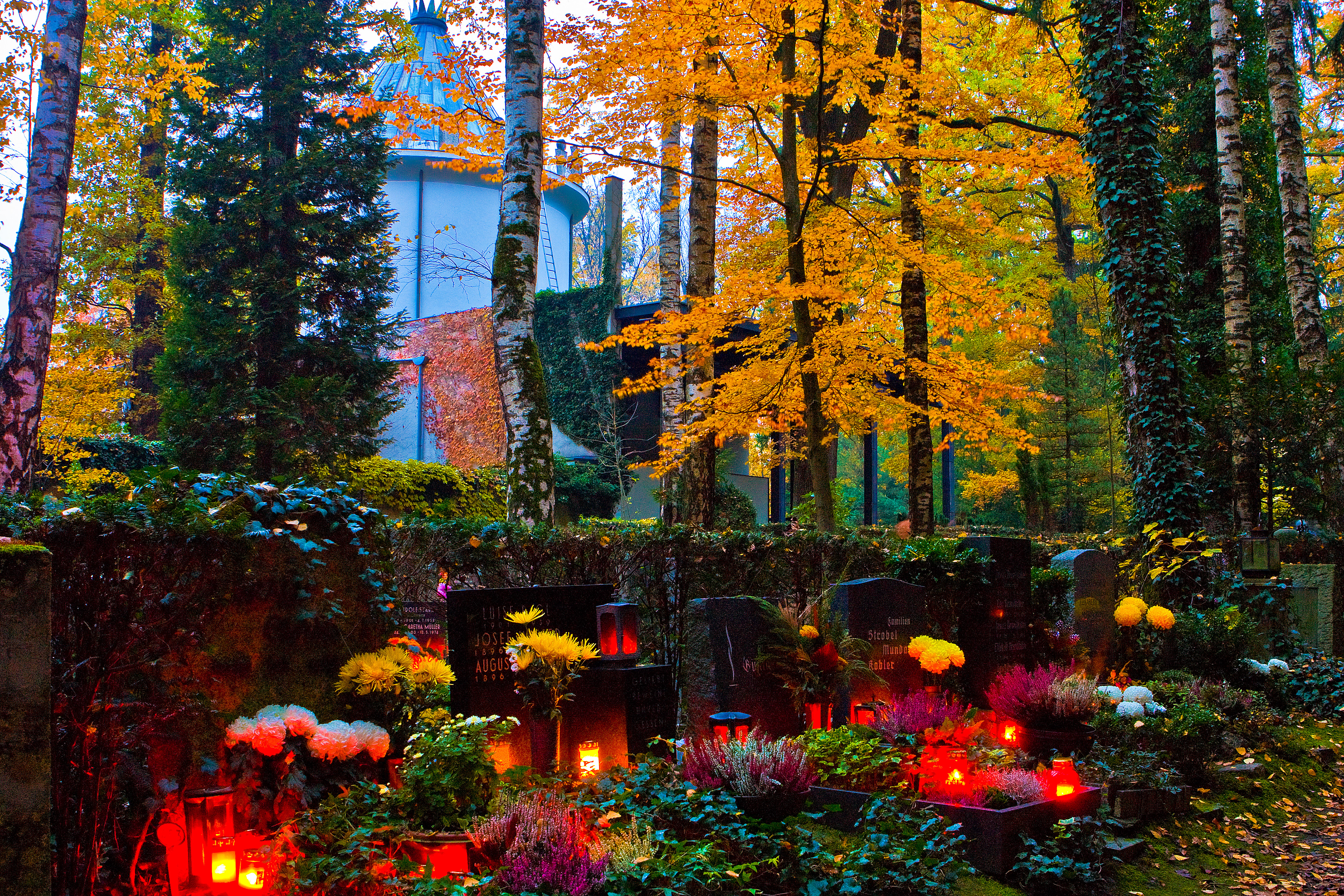
Zaduszki roku 2009. Cmentarz w Linzu.

Uważa się, że obrzędowość Zaduszek ma genezę przedchrześcijańską. Germanie, Celtowie oraz Słowianie zachodni organizowali jesienią uroczystości ku czci zmarłych. Niektórzy uczeni wiążą dzień 2 listopada z obrzędowością celtycką, ponieważ rok kalendarzowy i obrzędowy Celtów rozpoczynał się w listopadzie. Na całym świecie zwyczaje zaduszkowe nawiązują do żałobnych uroczystości pogańskich, niekiedy z elementami obrzędowości przedchrześcijańskiej. Dlatego niekiedy w nauce używa się pojęcia „zaduszki” dla świąt, uroczystości, obrzędów, ofiar czy modłów poświęconych zmarłym, obchodzonych na całym świecie i we wszystkich epokach.
Obrzędowość przedchrześcijańskich uroczystości ku czci zmarłych, w różnych społecznościach i kulturach, była świadectwem przekonania, że śmierć nie unicestwia człowieka całkowicie, a tylko zmienia jego sposób istnienia. Przybierało to najprzeróżniejsze formy wiary w życie pozagrobowe, aktywność pośmiertną dusz a także możliwość powrotu zmarłych na ziemię. Obrzędy te były również przejawem kultu przodków, którzy mieli z zaświatów wpływać na ludzi żyjących – sprowadzać pomyślność lub nieszczęścia. Przez odpowiedni obrzęd można było zaspokoić potrzeby zmarłych, okazać im pamięć i szacunek oraz pozyskać ich przychylność.

## Obchody liturgiczne

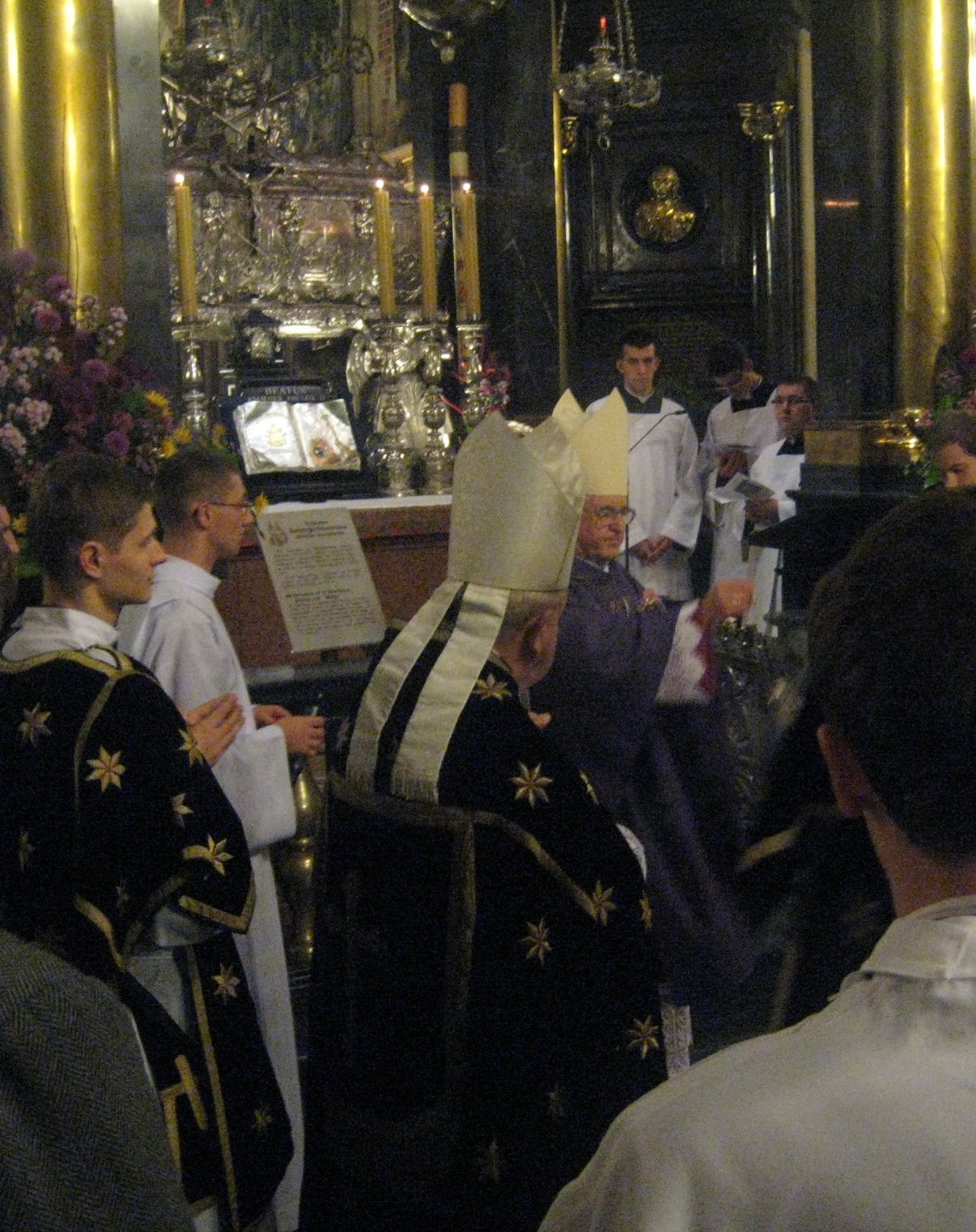
Liturgia Wspomnienia Wszystkich Wiernych Zmarłych w katedrze wawelskiej.

Obchody liturgiczne Zaduszek obejmują oficjum, trzy msze oraz procesję.
Pierwotne oficjum, wprowadzone przez benedyktynów kluniackich, obejmowało dodatki do liturgii godzin, składające się z jutrzni, laudesów i nieszporów. Dopiero w 1911 roku wprowadzono do brewiarza pełny zestaw modlitw przeznaczonych na dzień 2 listopada. W 1972 roku włączono do oficjum Dnia Zadusznego nowe hymny.
W 1311 roku wprowadzono do liturgii mszy specjalny formularz na Dzień Zaduszny, zwany od jego pierwszych słów mszą Requiem. Modlitwy i czytania mszalne miały w nim jedną wersję. Do najbardziej znanych elementów tego formularza należy sekwencja Dies irae. Formularz ten zatwierdził sobór trydencki. W 1915 roku wprowadzono do niego dwa dalsze zestawy czytań i modlitw, a w 1919 roku dodatkową prefację za zmarłych. W 1970 roku zatwierdzono trzy, odrębne formularze mszalne i pięć prefacji, powiększono też zestaw czytań. Wprowadzono również Alleluja.
Zwyczaj odprawiania przez każdego prezbitera trzech mszy w Dzień Zaduszny zapoczątkowali w XV wieku dominikanie hiszpańscy. W 1748 roku papież Benedykt XIV zatwierdził tę praktykę dla Hiszpanii, Portugalii oraz ich kolonii. W roku 1915 papież Benedykt XV polecił ją stosować wszystkim kapłanom katolickim, wzywając do modlitw za ofiary I wojny światowej.
Procesję zaduszną odprawia się w kościele, wokół kościoła lub na cmentarzu. Obejmuje ona pięć stacji, podczas których modli się kolejno za zmarłych biskupów i kapłanów, krewnych, dobrodziejów, pochowanych w parafii oraz wszystkich zmarłych.
W Polsce dodatkowym elementem obchodów są wypominki, których najstarsze świadectwo, pochodzące z XV wieku, zachowało się w Kazaniach gnieźnieńskich.

## Zwyczaje ludowe

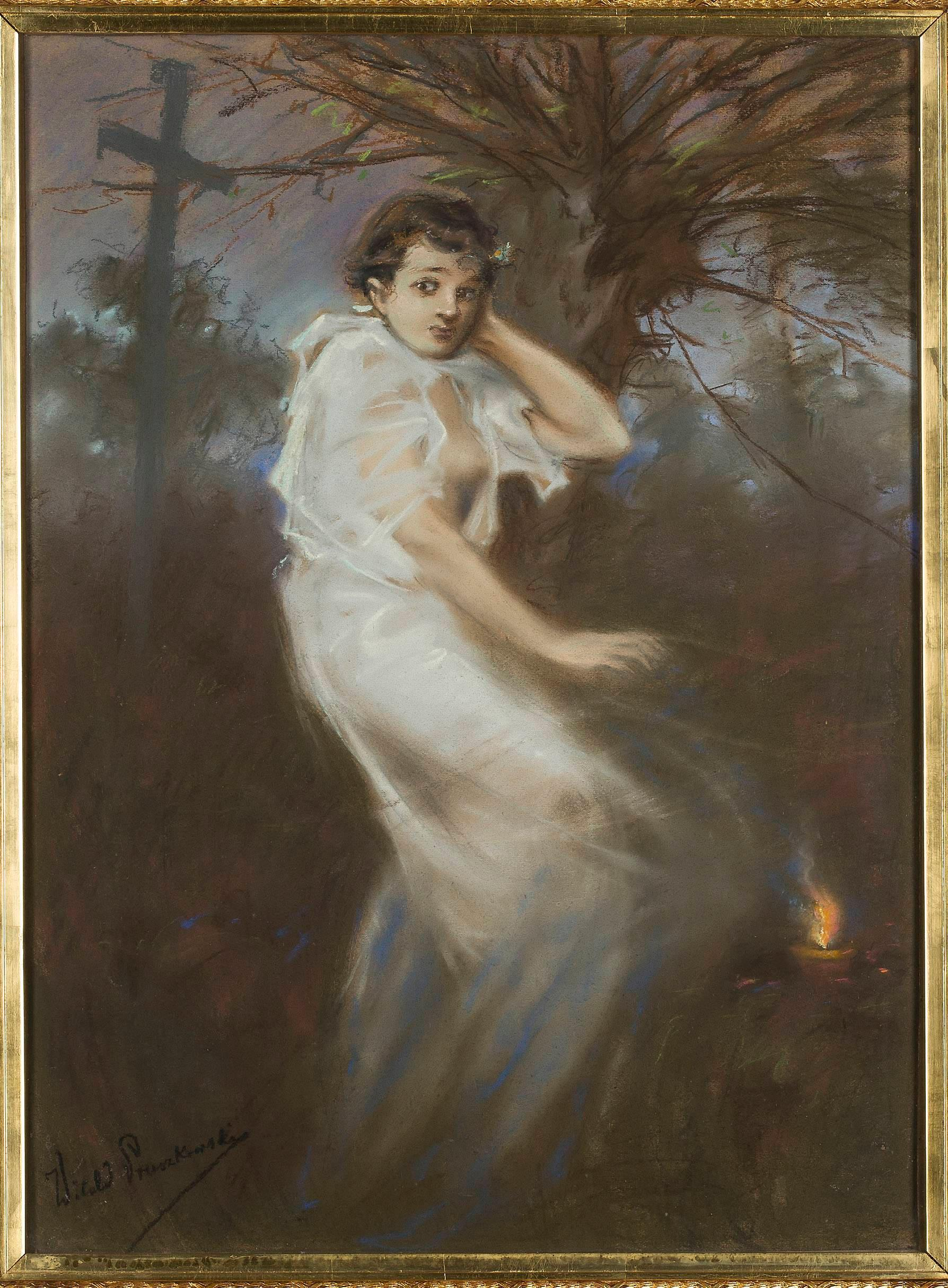
Zaduszki. Godzina duchów. Pastel Witolda Pruszkowskiego z 1888 roku, Muzeum Narodowe w Warszawie.

### Zwyczaje polskie
W okresie przedchrześcijańskim kult zmarłych towarzyszył niemal wszystkim uroczystościom. Jeszcze w XIX wieku na wschodzie Polski odprawiano uroczystości ofiarne z przywoływaniem zmarłych, zwane pominkami, pominalnymi sobotami, dziadami albo diedami. Uważa się je za relikty pogańskiego kultu przodków. Obrzędy te stały się inspiracją dla Dziadów Adama Mickiewicza. Inne przeżytki zachowały się także w zwyczajach wigilii Bożego Narodzenia (potrawy, przywoływanie zmarłych na wieczerzę), Niedzieli Przewodniej traktowanej jako Wielkanoc umarłych, czy Zielonych Świątek. Jednak, jak uważają etnolodzy, liczne niegdyś obrzędy i uroczystości związane z kultem zmarłych, zostały w większości przeniesione na Dzień Zaduszny.
W Polsce, podczas Dnia Zadusznego, nawiedza się cmentarze, przyozdabia groby oraz zapala na nich znicze. Praktyka ta związana jest z przedchrześcijańskim zwyczajem rozpalania ognisk na mogiłach, obejściach i rozstajach dróg. Chrust na te ogniska składano przez cały rok. Wierzono, że płomienie ogrzewają dusze błąkające się po ziemi i chronią przed złymi mocami.
We wschodnich częściach Polski urządzano w Zaduszki uczty, spożywane w domach lub na grobach, aby zapewnić sobie przychylność zmarłych i pomóc im w osiągnięciu spokoju. Obrzęd ten zwano dziadami. W Polsce zachodniej pod kościoły i na cmentarze przynoszono jedzenie, które rozdawano żebrakom (dziadom kościelnym), prosząc ich o modlitwę za zmarłych z rodziny ofiarującego. Niektórzy bogaci gospodarze zapraszali żebraków do swoich domów na ucztę zaduszną i nocleg. Wierzono bowiem, że duch przodka może przybrać postać dziada. Ponieważ żebracy wszczynali przed kościołami podczas Zaduszek kłótnie i bójki o jedzenie, zachowały się świadectwa zwalczania tego obyczaju przez księży, którzy nawoływali do składania datków pieniężnych na biednych do skarbon.

### Noc zaduszkowa

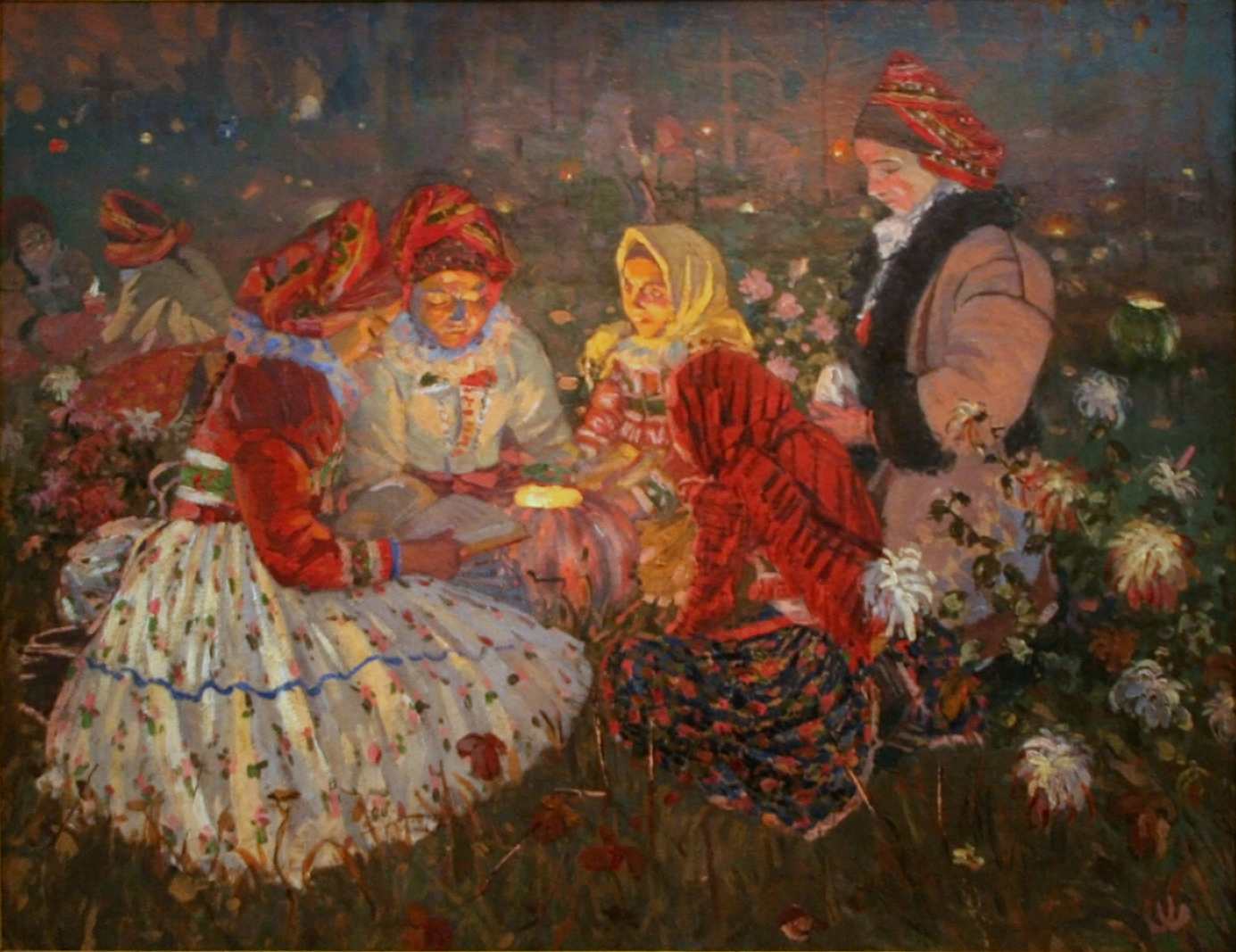
Zaduszki. Obraz olejny Joža Uprka z 1897 roku, Galeria Narodowa w Pradze.

Szczególną rolę w wyobraźni i obrzędowości ludowej odgrywała noc z 1 na 2 listopada, między uroczystością Wszystkich Świętych a Dniem Zadusznym, zwana nocą zaduszkową. W całej Polsce uważano, że tej nocy dusze zmarłych, uwolnione z czyśćca, powracają aż do świtu na ziemię i błąkają się po rozstajnych drogach, cmentarzach czy uroczyskach – szukając pomocy, modlitwy lub ofiary. Na Opolszczyźnie twierdzono, że duchy zmarłych dzieci powracają nocą jako ptaki i w Dzień Zaduszny siadają na gałęziach, obserwując procesję na cmentarzu.
Jeszcze w XIX wieku starano się w Polsce nie wychodzić z domu w noc zaduszkową. Nie udawano się w podróż, nie odwiedzano sąsiadów, ponieważ wierzono, że po opłotkach i na drogach straszą umarli. W niektórych regionach zamykano tej nocy karczmy, zakazane były muzyka i śpiewy. Nie zbliżano się zwłaszcza do kościoła, gdyż zmarli księża mieli odprawiać msze dla innych zmarłych. Tylko najbardziej pobożni i dobrzy ludzie mogli ponoć zobaczyć z ukrycia, jak o północy tłumy zmarłych podążają do kościoła. W wielu parafiach zostawiano na tę noc mszał na ołtarzu i otwarte drzwi świątyni.
Do początków XX wieku przygotowywano w wieczór zaduszkowy potrawy i alkohol, które zostawiano przy progu dla zmarłych. Zwyczaj zakazywał nocą zaduszkową wykonywania niektórych czynności, aby nie skaleczyć, nie rozgnieść czy w inny sposób nie znieważyć odwiedzającej dom duszy. Zakazane było klepanie masła, deptanie kapusty, maglowanie, przędzenie i tkanie, cięcie sieczki, wylewanie pomyj czy spluwanie. Dusze zmarłych nawiedzały bowiem miejsca, w których przebywały za życia. Miały one, w „godzinę duchów” nocy zaduszkowej, dawać znać o swojej obecności stukaniem, skrzypieniem podłóg i sprzętów, uchylaniem furtek i drzwi, szumem i iskrami w kominie, czy też śladami w popiele. Niektórym ukazywały się jako cienie, ogniki lub światełka. Niekiedy pojawiały się ponoć w swej dawnej postaci.

### Zwyczaje w innych krajach

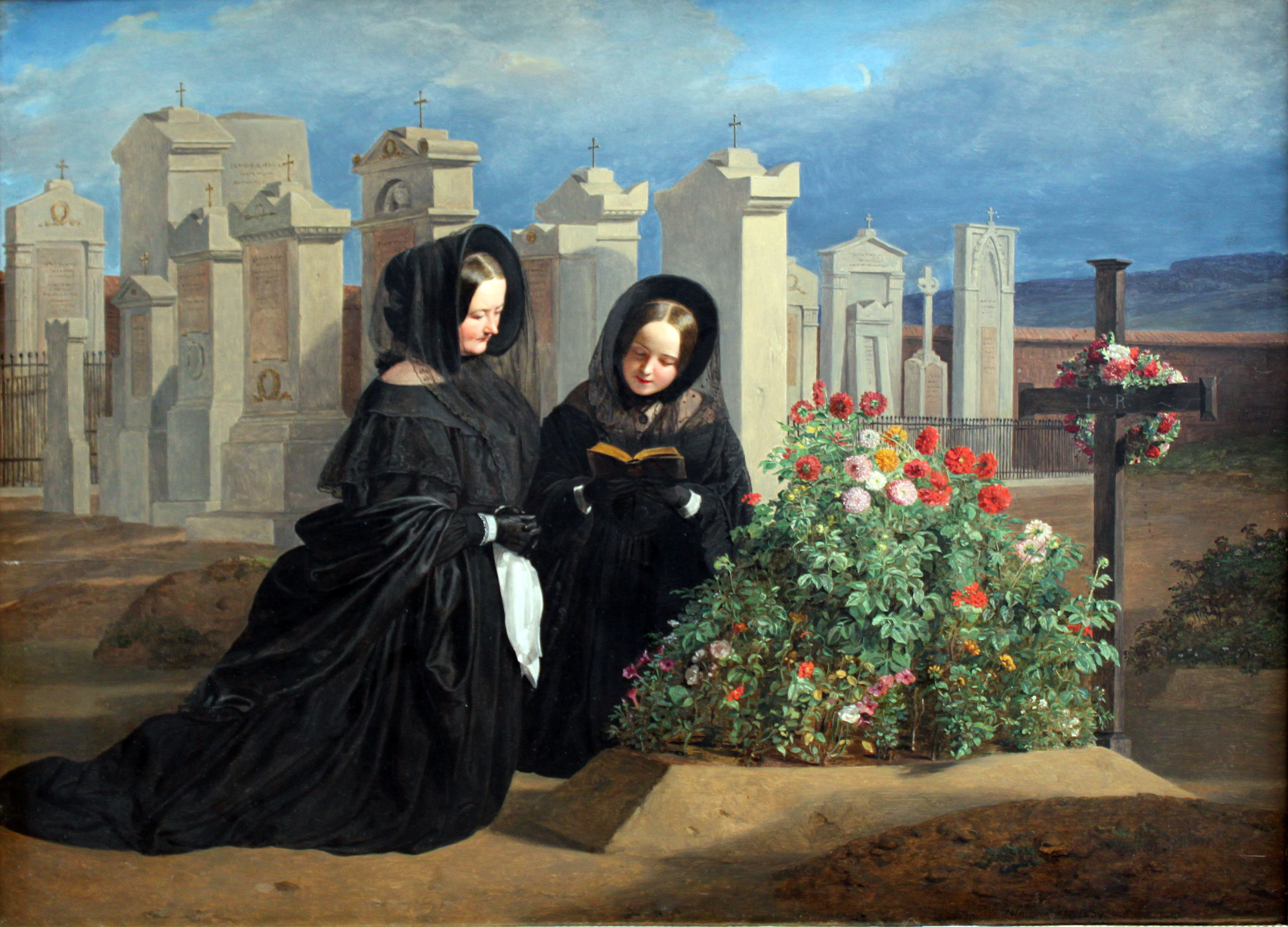
Zaduszki. Obraz olejny Ferdinanda Waldmüllera z 1839 roku, Stara Galeria Narodowa w Berlinie.

Do XX wieku, w różnych regionach Niemiec, na Dzień Zaduszny wypiekano specjalne chleby i kołacze, które rozdawano biednym w zamian za modlitwę w intencji zmarłych z ofiarującej jedzenie rodziny. Podobne zwyczaje panowały w Hiszpanii, w której przez wieki nazywano Wspomnienie Wszystkich Wiernych Zmarłych „dniem rozdawania chleba”. W Ameryce Łacińskiej urządzano 2 listopada korowody, uczty i zabawy, które nadały Zaduszkom charakter radosnego święta. W krajach tego kontynentu składano zmarłym w ofierze jedzenie na grobach a także dotykano chlebem nagrobków, aby następnie spożyć go w rodzinach lub rozdać ubogim.

## Inne wyznania
Niektóre wyznania chrześcijańskie nie obchodzą Zaduszek (m.in. Świadkowie Jehowy, Kościół Adwentystów Dnia Siódmego). Świadkowie Jehowy nie wierzą w nieśmiertelność duszy, dlatego też odrzucają wszelkie praktyki i zwyczaje wynikające z tego poglądu, wskazując również na pogańskie pochodzenie tej uroczystości. Natomiast w Kościele prawosławnym nie ma tradycji modlitwy za zmarłych 2 listopada. Odbywają się one w 3., 9. i 40. dniu po pochówku oraz pierwszą rocznicę od pochówka. Szczególne dni, gdy wierni odwiedzają groby zmarłych to: sobota poprzedzająca dzień św. Dymitra z Tesaloniki (Dymitriewskaja Roditielskaja Subbota), Niedziela Przewodnia oraz święto Radonicy wypadające w dziesiąty dzień po Passze.